# Rosi Speiser
Rosi Speiser (Bolsterlang, 24 novembre 1951) è un'ex sciatrice alpina tedesca che gareggiò per la nazionale tedesca occidentale.

## Biografia
Sciatrice polivalente, Rosi Speiser debuttò in campo internazionale in occasione del Critérium de la première neige 1968, il 14 dicembre a Val-d'Isère in slalom speciale senza completare la prova; in Coppa del Mondo esordì il 6 gennaio 1969 a Schruns nella medesima specialità, senza completare la prova, ottenne il primo piazzamento il 16 febbraio seguente a Vysoké Tatry ancora in slalom speciale (13ª) e i primi punti il 3 dicembre 1971 a Sankt Moritz in discesa libera, quando si classificò al 5º posto: tale piazzamento sarebbe rimasto il migliore della Speiser nel massimo circuito internazionale.
Ai successivi XI Giochi olimpici invernali di Sapporo 1972, sua unica presenza olimpica, fu 5ª nella discesa libera, 5ª nello slalom gigante e non completò lo slalom speciale. In Coppa del Mondo in quella stessa stagione 1971-1972, l'ultima della sua carriera agonistica, la Speisel conquistò gli ultimi punti il 19 febbraio a Banff in slalom gigante (7ª), l'ultimo piazzamento il 26 febbraio a Crystal Mountain in discesa libera (22ª) e prese per l'ultima volta il via il 3 marzo a Heavenly Valley in slalom speciale, senza completare la prova.

## Palmarès

### Coppa del Mondo
- Miglior piazzamento in classifica generale: 23ª nel 1972

### Campionati tedeschi
- 1 oro (slalom gigante nel 1972)[6]